# Tephrosia roxburghiana
Tephrosia roxburghiana är en ärtväxtart som beskrevs av James Ramsay Drummond. Tephrosia roxburghiana ingår i släktet Tephrosia och familjen ärtväxter. Inga underarter finns listade i Catalogue of Life.